# Now We Are Six
Now We Are Six es el sexto álbum de estudio de la banda británica de folk rock Steeleye Span. Fue publicado en abril de 1974 por el sello discográfico Chrysalis Records.

## Título
Su título (tomado de la colección de poemas para niños del autor de Winnie-the-Pooh, A. A. Milne) se refiere tanto a su secuencia entre sus álbumes como al tamaño de la banda, a la luz de la incorporación del baterista Nigel Pegrum.

## Producción
Now We Are Six fue producido por Ian Anderson, compositor principal de Jethro Tull, aunque admitió que su participación en la realización del álbum fue mínima excepto por un poco de supervisión y la invitación de David Bowie a tocar el saxofón alto en «To Know Him Is to Love Him».

## Recepción de la crítica
Un escritor no especificado de la revista Cash Box comentó: “Cargado de dulces armonías e imágenes coloridas y provocativas, el LP brilla con una profusión de ingenio, reflejo del trabajo más hábil que ha realizado la banda. Los inconfundibles matices isabelinos que han caracterizado algunos de los trabajos más conocidos de Steeleyes también están aquí”. Un escritor no especificado de Record World declaró: “El grupo folk continúa su camino anterior de grabar canciones tradicionales inglesas en un estilo contemporáneo, mezclando dulcemente matices acústicos y eléctricos. Una cualidad pintoresca prevalece en todo el álbum”. Un escritor no especificado de Billboard escribió: “Una de las principales bandas de folk rock de las Islas Británicas vuelve a tener la oportunidad de mostrar su trabajo. resaltado por la magnífica voz de Maddy Prior y una fina mezcla de instrumentos eléctricos y acústicos”.

## Créditos y personal
Créditos adaptados desde las notas de álbum de Now We Are Six.
Steeleye Span
- Maddy Prior – voces
- Peter Knight – mandolina, banjo, violín, guitarra acústica, piano, voces
- Robert Johnson – guitarra eléctrica y acústica, sintetizador, voces
- Tim Hart – dulcémele, guitarra acústica, banjo, voces
- Rick Kemp – bajo eléctrico, guitarra acústica, voces
- Nigel Pegrum – batería, pandereta, oboe, flauta dulce, sintetizador

Músicos adicionales
- David Bowie – saxofón alto en «To Know Him Is to Love Him»

Personal técnico
- Ian Anderson – productor

## Posicionamiento
| Gráfica (1974)                | Pico de posición |
| ----------------------------- | ---------------- |
| Reino Unido (UK Albums Chart) | 13               |